# Samariteni
Samaritenii sunt descendenți ai unui popor rezultat din amestecul unor evrei rămași în țară, după prăbușirea regatului din nord (722 î.Hr.) cu membrii unor popoare aduse de cuceritori asirieni: „[...] Și regele Asiriei a adunat oameni din Babilon, din Cuta, din Ava, din Hamat și din Sefarvaim și i-a așezat prin cetățile Samariei în locul fiilor lui Israel.” (Regii II 17:23-4)

## Diferențe dogmatice
Samaritenii respectă Pentateuhul, dar resping celelalte cărți ale Bibliei și Talmudul. Ei înșiși își spun Bnei Israel („fiii lui Israel”) sau Șomerim („cei ce respectă legea”).
Pentateuhul samaritean este scris în alfabetul paleo-ebraic din secolul al II-lea î.Hr. și se deosebește în mai multe rânduri de textul Torei. Spre deosebire de Decalogul iudaic care începe cu versetul „Eu sunt Domnul, Dumnezeul tău” (Ex.20.1), decalogul samaritean începe cu „Să nu ai alți Dumnezei, în afară de Mine”. A zecea poruncă în decalogul samaritean, denumită porunca Muntelui Garizim, afirmă că acest munte este locul unde va fi ridicat un altar lui Dumnezeu.

## Structură demografică
În timpul ocupației romane și bizantine, samaritenii s-au bucurat de autonomie. Însă, după cucerirea musulmană nu au fost recunoscuți ca făcând parte din Poporul Cărții. Comunitatea mamă se află azi la Sihem și în împrejurimi, cu o ramură la Holon aproape de Tel-Aviv. Ei formează un grup de aproape 500–600 de oameni.